# برونو هيراتا
برونو هيراتا هو لاعب كرة قاعدة برازيلي، ولد في 13 مارس 1988 في ساو باولو في البرازيل.